# San Fernando (Espanha)
San Fernando é um município da província de Cádis, na comunidade autônoma da Andaluzia (Espanha). Em 2016 contava com 95 949 habitantes. Sua extensão territorial é de 32 km² e tem uma densidade populacional de 2.895,8 hab/km². Suas coordenadas geográficas são 36º 28' N, 6º 12' O. Encontra-se situada a uma altitude de oito metros e a catorze quilómetros da capital da província, Cádis.

## Personalidades
- José Monge Cruz, Camarón de la Isla, cantor de flamenco